# بهرغان
بهرغان، روستایی از توابع بخش مرکزی شهرستان سپیدان در استان فارس ایران است.

## جمعیت
این روستا در کیلومتر 2 اتوبان سپیدان شیراز قرار دارد و براساس سرشماری مرکز آمار ایران در سال 1395، جمعیت آن 3134نفر (950خانوار) اهالی این روستا لر زبان می باشند.

## اقتصاد
بخش عمده اهالی این روستا به کشاورزی و باغداری ، رانندگی کامیون و کار در شرکت های تولیدی صنعتی فعال در منطقه اشتغال دارند .

## ورزش
امید نوروزی قهرمان کشتی فرنگی المپیک ۲۰۱۲ لندن از اهالی این روستاست .
محمد مهدی درخشان قهرمان کشتی فرنگی آسیا 2022 بحرین از اهالی این روستاست

امید نوروزی ، قهرمان کشتی فرنگی المپیک ۲۰۱۲ لندن